# Blue Knot, King of Polo
Blue Knot, King of Polo è un cortometraggio muto del 1914 diretto da Thomas Ricketts.
Tra gli attori appare anche il nome di Elmer Bosoeke, un campione di polo dell'epoca.

## Produzione
Il film fu prodotto dalla American Film Manufacturing Company.

## Distribuzione
Distribuito dalla Mutual Film, il film - un cortometraggio di una bobina - uscì nelle sale cinematografiche USA il 24 giugno 1914.